# پل شاهی
پل شاهی یا پل منیم خان یا پل اکبری یا پل مغول یا پل جانپور یک پل قرن شانزدهمی بر روی رودخانه گومتی در جونپور، اوتار پرادش، هند است. این پل در ۱٫۷ کیلومتر (۱٫۱ مایل) شمال ایستگاه راه آهن جونپور، ۷٫۳ کیلومتر (۴٫۵ مایل) شمال غربی ظفرآباد، ۱۶٫۲ کیلومتر (۱۰٫۱ مایل) شمال-شمال شرقی مریهو و ۲۶٫۶ کیلومتر (۱۶٫۵ مایل) غرب – شمال غربی شهر کراکات قرار دارد. 

## ساخت و ساز

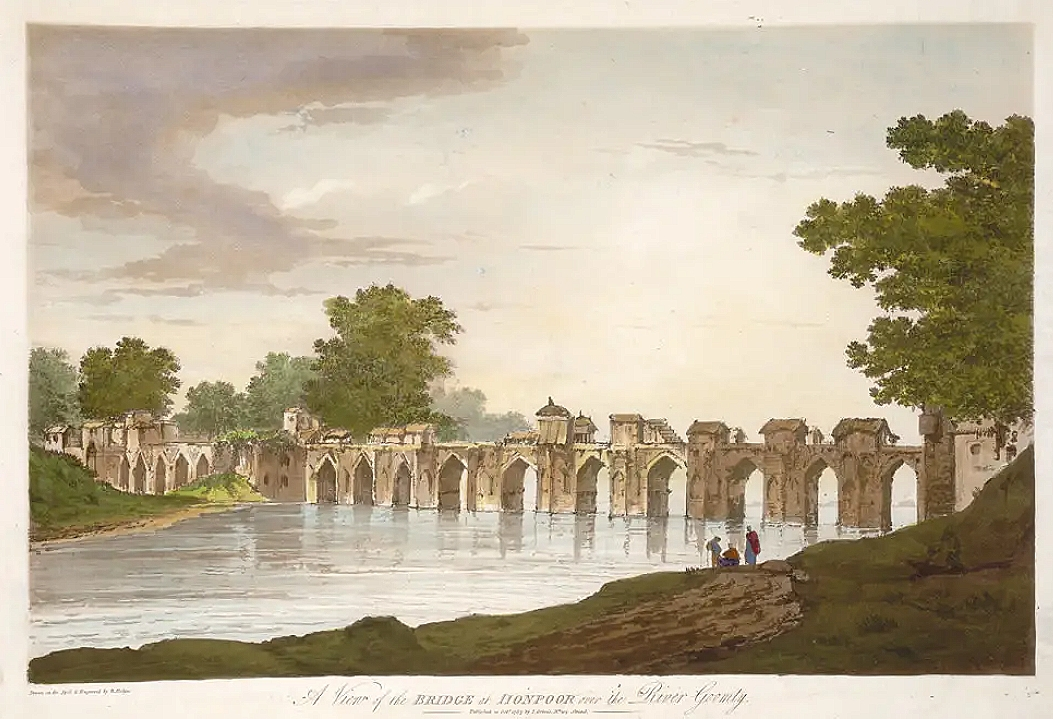
پل جونپور: صفحه‌ای از کتاب «ویلیام هاجز» «مناظر منتخب از هند»

اکبر امپراتور مغول دستور ساخت پل شاهی را داد که در سال ۱۵۶۸-۱۵۶۹ توسط منیم خان به پایان رسید. تکمیل پل چهار سال طول کشید. این بنا توسط معمار هزاره افضل علی طراحی شده‌است.

## کاربرد کنونی

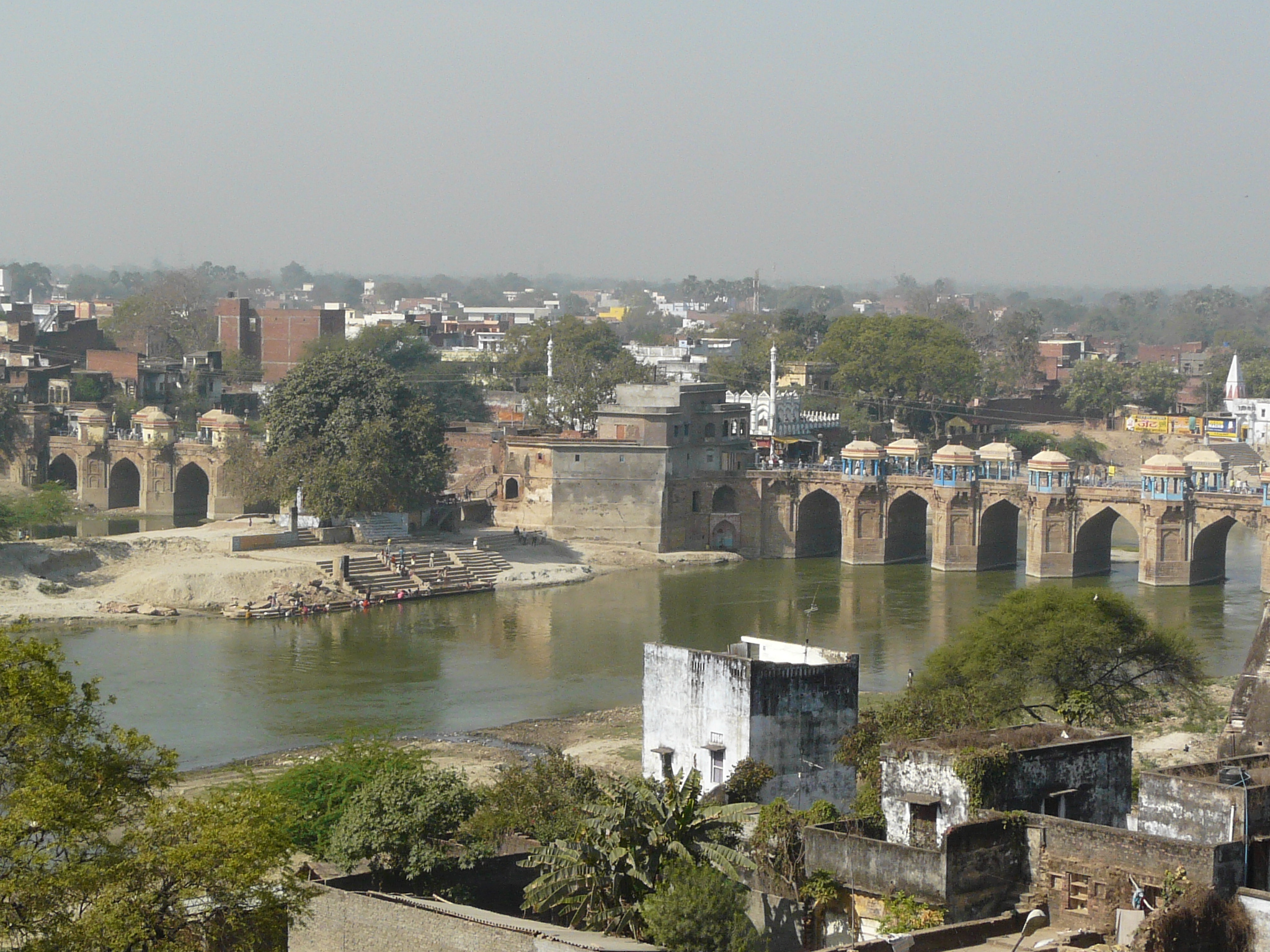
نمای دور از پل شاهی بر روی رودخانه گمتی، جونپور.

این پل در زلزله ۱۹۳۴ نپال-بهار به شدت آسیب دید. هفت طاق آن باید بازسازی می‌شد. این پل علاوه بر اهمیت تاریخی، همچنان مورد استفاده قرار می گیرد.
این پل از سال ۱۹۷۸ در فهرست حفاظت اداره باستان‌شناسی (UP) قرار دارد.
این پل به طور کلی به عنوان مهم‌ترین سازه مغول جونپور شناخته می‌شود.
یک پل جدید به موازات پل شاهی در ۲۸ نوامبر ۲۰۰۶ توسط مولایام سینگ یاداو، رئیس وزیر وقت اوتار پرادش افتتاح شد.

## در ادبیات
ویلیام هاجز در کتاب «مناظر منتخب هند» درباره پل اشاره می‌کند:
«بارها اتفاق افتاده است که سیلاب‌ها حتی از روی پل بالا می‌آیند به طوری که در سال ۱۷۷۴ یک تیپ کامل از نیروهای انگلیسی با قایق از روی آن عبور کردند.»
در شعر پل اکبر رودیارد کیپلینگ به این پل اشاره شده‌است.

## همچنین ببینید
- مسجد آتالا، جونپور
- مسجد جامع، جونپور

## یادداشت
- آلفیری، بیانکا ماریا. ۲۰۰۰. معماری اسلامی شبه قاره هند. لندن: انتشارات لارنس کینگ، ۱۰۳.

## لینک های خارجی
- پل بر روی رودخانه گوماتی :: جاونپور (هند) -- بریتانیکا
- دانش‌آموزان بریتانیکا هند نوشته دیل هویبرگ، ایندو رامچاندانی
- دیدگاه های هند: JAUNPUR: SHIRAZ OF India
- مطالعات اسلامی در هند نوشته محمد طاهر
- پیشرفت در نانوتکنولوژی نوشته گوویند پراساد، شاردندو کیسلایا
- شمال شرقی هند نوشته ونسا بتز، دیوید استات